# District de Coblence
1816–1999
Entités précédentes :
- Empire français (Rhin-et-Moselle)

Entités suivantes :
- Rhénanie-Palatinat

Le district de Coblence (en allemand : Regierungsbezirk Koblenz) est un ancien district (1816-1999) de la province du Grand-Duché du Bas-Rhin (1816-1822), puis de la province de Rhénanie (1822-1945) et, enfin, de Rhénanie-Palatinat (1946-1999).

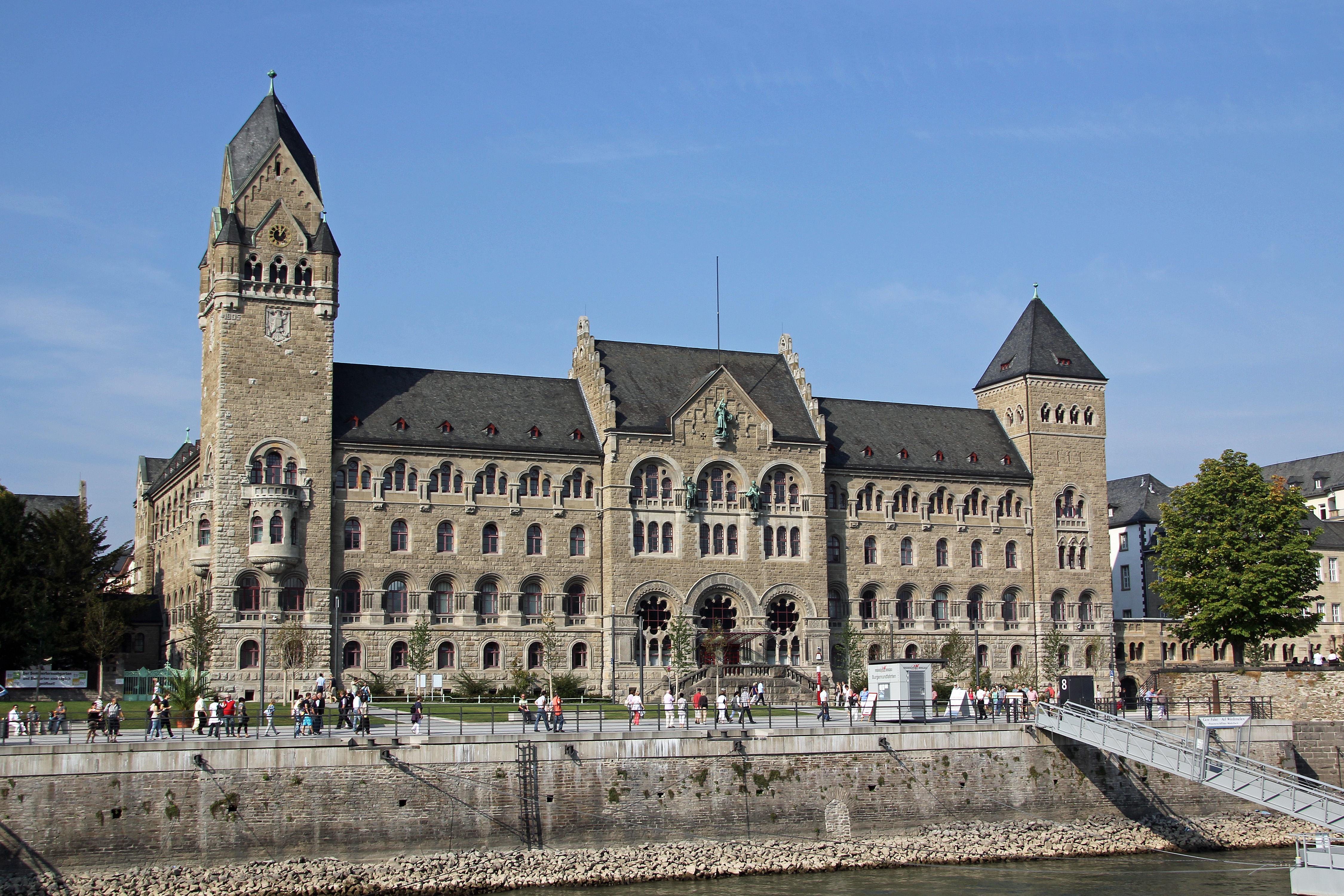
Bâtiment du gouvernement prussien.

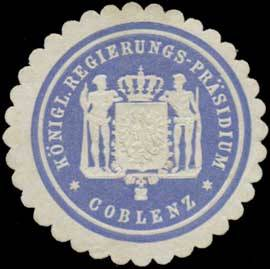
Sceau du président de district de Coblence.

## Divisions administratives
Composition du district:
- Arrondissement d'Adenau (de) (jusqu'en 1932, divisé entre les arrondissements d'Ahrweiler et de Mayen (de))
- Arrondissement d'Ahrweiler
- Arrondissement d'Altenkirchen (Westerwald)
- Arrondissement de Bad Kreuznach (anciennement Arrondissement de Kreuznach jusqu'en 1969)
- Arrondissement du Bas-Westerwald (de) (1968-1974, intégré à l'arrondissement de Westerwald)
- Arrondissement de la Basse-Lahn (1968-1969, intégré à l'arrondissement de Rhin-Lahn)
- Arrondissement de Birkenfeld (à partir de 1937)
- Arrondissement de Braunfels (de) (jusqu'en 1822, intégré à l'arrondissement de Wetzlar)
- Arrondissement de Cochem (jusqu'en 1969, intégré à l'arrondissement de Cochem-Zell)
- Arrondissement de Cochem-Zell (à partir de 1969)
- Arrondissement de Coblence (de) (jusqu'en 1970, divisé entre les arrondissements de Rhin-Hunsrück et de Mayen-Coblence et la ville de Coblence)
- Arrondissement du Haut-Westerwald (de) (1968-1974, intégré à l'arrondissement de Westerwald)
- Arrondissement de Linz (de) (jusqu'en 1822, intégré à l'arrondissement de Neuwied)
- Arrondissement de Lorelei (1968-1969, intégré à l'arrondissement de Rhin-Lahn)
- Arrondissement de Mayen (de) (jusqu'en 1970, divisé entre les arrondissements d'Ahrweiler, de Daun et de Mayen-Coblence)
- Arrondissement de Mayen-Coblence (à partir de 1970)
- Arrondissement de Meisenheim (de) (1869-1932, intégré à l'arrondissement de Kreuznach)
- Arrondissement de Neuwied
- Arrondissement de Rhin-Hunsrück (à partir de 1969)
- Arrondissement de Rhin-Lahn (à partir de 1969)
- Arrondissement de Saint-Goar (de) (jusqu'en 1969, divisé entre les arrondissements de Rhin-Hunsrück et de Coblence)
- Arrondissement de Siegen (de) (jusqu'en 1817, rattaché au district d'Arnsberg)
- Arrondissement de Simmern (jusqu'en 1969, intégré à l'arrondissement de Rhin-Hunsrück)
- Arrondissement de Westerwald (à partir de 1974)
- Arrondissement de Wetzlar (jusqu'en 1932, rattaché au district de Wiesbaden)
- Arrondissement de Zell (jusqu'en 1969, divisé entre les arrondissements de Bernkastel-Wittlich, de Rhin-Hunsrück et de Cochem-Zell)

(en gras, Situation au moment de la dissolution au 31 décembre 1999)

## Histoire
L'histoire du district de Coblence remonte à 1815. À ce moment-là, après le Congrès de Vienne, le Royaume de Prusse prévoit de diviser ses provinces en 25 districts, dont celui de Coblence. Plus tard, les districts sont ajoutés à Trèves, Aix-la-Chapelle et Stralsund. Toutefois, la mise en œuvre n'a lieu que début 1816, date à laquelle le gouvernement général du Rhin moyen et inférieur est dissous le 21 avril 1816 et les affaires administratives transférées à partir du 22 avril 1816 aux trois districts formés au sein du grand-duché du Bas-Rhin. À partir de 1822, il appartenait à la province du Rhin. Le siège de l’administration est construit pour la dernière fois entre 1902 et 1906, dans l’immeuble du gouvernement prussien à Coblence. 
Après la Seconde Guerre mondiale, le district de Coblence, en 1946, fait partie du Land de Rhénanie-Palatinat. Il est l'un des cinq districts à l'origine du Land. Les autres étant le district de Trèves (également crée en 1816 et de la province de Rhénanie), le district de Montabaur (crée en 1946 d'une partie de la province de Hesse-Nassau), le district de Hesse-Rhénane ayant son siège à Mayence (crée 1946 d’une partie de l’ancien état populaire de Hesse) et le district du Palatinat ayant son siège à Neustadt an der Weinstraße (crée en 1946 d'une partie de l'état libre de Bavière). 
Le district de Coblence comprend en 1816 la ville et l'arrondissement de Coblence (de), ainsi que les arrondissements d'Adenau (de) (dissous en 1932), Ahrweiler, Altenkirchen, Braunfels (de) (dissous en 1822 et attribué à l'arrondissement de Wetzlar), Cochem, Kreuznach, Linz (de) (dissous en 1822 et intégré à l'arrondissement de Neuwied), Mayen (de), Neuwied, Saint-Goar (de), Siegen (de) (rattaché en 1817 au district d'Arnsberg), Simmern, Wetzlar (rattaché en 1932 au district de Wiesbaden) et Zell. L'arrondissement de Meisenheim (de)  est créé en 1869 (dissous en 1932 et intégré à l'arrondissement de Kreuznach), et en 1937, l'arrondissement de Birkenfeld est créé. 
En 1968, dans le cadre de la réforme administrative de Rhénanie-Palatinat, le district de Montabaur est dissous et son territoire est attribué au district de Coblence. Le district de Coblence comprend maintenant l'arrondissement du Haut-Westerwald (de) (siège Westerburg), l'arrondissement de Lorelei (siège Saint-Goarshausen), l'arrondissement de la Basse-Lahn (siège Diez) et l'arrondissement du Bas-Westerwald (de) (siège Montabaur). 
Lors de la réforme de district menée en Rhénanie-Palatinat de 1969 à 1974, les arrondissements sont regroupés dans des unités administratives plus grandes. De 1974 jusqu'à sa dissolution au 1er janvier 2000 comprend la ville de Coblence ainsi que 10 arrondissements.

## Présidents du district
De 1825 à 1888, les vice-présidents, agissant en qualité de député du haut président, dirigent le gouvernement. 
- 1816-1817: Karl von Ingersleben
- 1817-1825: Franz Edmund Josef von Schmitz-Grollenburg
- 1825-1834: August Ludwig Leopold von Fritsche (de)
- 1834-1837: Adolph von Spiegel-Borlinghausen (de)
- 1837-1842: Johann Eduard von Schleinitz
- 1842-1850: Leo von Massenbach (de)
- 1850-1854: Friedrich von Spankeren
- 1854-1859: Hermann Schede
- 1859-1861: Eduard Delius
- 1861-1863: William Barstow von Guenther (de)
- 1863-1873: Ludwig Viktor von Villers (de)
- 1873-1878: Karl Hermann Konopacki
- 1878-1881: Karl von Neefe (de)
- 1881-1883: Hans Hermann von Berlepsch
- 1883-1884: Chlodwig von Sydow (de)
- 1884-1890: Jesco von Puttkamer
- 1890-1895: Ferdinand von Itzenplitz (de)
- 1895-1898: Richard von Wentzel
- 1898-1899: August von Trott zu Solz
- 1899-1910: Joseph Anton Friedrich August von Hövel (de)
- 1910-1911: Charles de Ratibor et Corvey
- 1911-1917: Fritz von Scherenberg (de)
- 1917-1922: Albert Heinrich von Gröning (de)
- 1923-1929: Paul Brandt (de)
- 1929-1933: Walter von Sybel (de)
- 1933-1936: Harald Turner
- 1936: Ernst von Heydebrand und der Lasa (de) (représentant)
- 1936-1945: Gerhard Mischke (de)
- 1945: Aloys Castenholz (de)
- 1945-1946: Wilhelm Boden
- 1946-1957: Wilhelm Sommer (de)
- 1957-1967: Walter Schmitt
- 1967-1973: Waldemar Leibmann (de)
- 1973-1986: Heinz Korbach (de)
- 1987-1991: Theo Zwanziger
- 1991-1999: Gerd Danco (de)